# Nicky Deuce
 (juillet 2019).
Pour plus de détails, voir Fiche technique et Distribution.
Nicky Deuce est un téléfilm Nickelodeon-YTV basé sur le livre Nicky Deuce: Welcome to the Family. Il est sorti le 27 mai 2013 sur Nickelodeon.

## Synopsis
L'adolescent Nicholas Borelli II vit avec ses parents dans une petite ville américaine typique. Sa vie n’est pas très excitante, d’autant plus que ses parents sont envahissants en ce qui concerne les germes et l’alimentation. Il passera les vacances d'été dans un camp de mathématiques pendant que ses parents travaillent en Papouasie-Nouvelle-Guinée. Cependant, le camp n'a pas lieu. Voyant qu'il est difficile d'amener Nicholas en Papouasie Nouvelle-Guinée, il est envoyé passer l'été à Brooklyn, à New York, avec sa grand-mère paternelle, Tutti, et son oncle Frankie, qu'il n'a jamais vus.
Premièrement, Nicolas est submergé par la vie dans la grande ville. En outre, il n'ose pas interroger son oncle sur son travail, son père l'ayant persuadé de rester à l'écart de Frankie, car il ne ferait pas partie de la famille. Nicholas trouve un lien avec les adolescentes new-yorkaises Donna et Tommy, qui l’aident à s’entendre dans la métropole. Au fil du temps, les indices grandissent que Frankie travaille pour la mafia. Lorsque Nicholas prend un appel sur le téléphone privé de Frankie, il prend un travail pour une certaine Paulie, ce qui le conduit effectivement dans un environnement mafieux. Inspiré par l’un de ses films préférés, il s’appelle Nicky Deuce. Par chance, il est reconnu dans le cercle des gangsters, ce qui lui donne d'autres ordres. Nicky est également convaincu que son oncle est un mafieux, car les ordres lui étaient destinés.
Nicky, Donna et Tommy découvrent que le gang de gangsters triche à cheval en conditionnant leurs propres chevaux de course par l'hypnose et en les lançant en outsiders. Par un mot clé, le cheval est "commuté" dans la course, remporte la course et le gang autour de Paulie encaisse de grosses sommes d'argent. Tommy est accidentellement hypnotisé aussi. Les adolescents enlèvent le cheval de course, après quoi les gangsters enlèvent Tutti. Cependant, la tentative de Nicky et du gang d’échanger Tutti contre un cheval de course échoue. Nicky, Donna, Tommy, Tutti et Frankie, ainsi que les parents de Nicky sont débordés et ligotés par les gangsters. Ils parviennent à se libérer, mais ne peuvent plus empêcher l'élevage de chevaux manipulé.
Lorsque Paulie veut récupérer ses gains, Frankie révèle son véritable métier: enquêteur secret du NYPD, il a été jeté dans le gang de gangsters pour révéler leurs machinations criminelles; le gang est pris à flagranti et arrêté. Le père de Nicky voit maintenant Frankie sous un nouveau jour et ils se réconcilient. Tutti dit aux parents de Nicky de lui permettre d'avoir plus d'excitation dans sa vie. Le groupe assiste à une danse ensemble et Nicky et Donna s'embrassent.

## Distribution
- Noah Munck (VF : Vincent de Bouard) : Nicholas "Nicky Deuce" Borelli II
- Steve Schirripa (VF : Gérard Surugue)  : Oncle Frankie
- Rita Moreno (VF : Marie-Martine) : Grand-mère Tutti
- Vincent Curatola (VF : Patrick Béthune) : Paulie
- Tony Sirico (VF : Hervé Jolly) : Charlie Ciment
- James Gandolfini (VF : Erik Colin) : Bobby Eggs
- Michael Imperioli (VF : Pierre-François Pistorio) : Docteur
- Cassius Crieghtney (VF : Hervé Grull) : Tommy
- Cristine Prosperi (VF : Adeline Chetail) : Donna
- Jasson Finney (VF : Eric Marchal) : Sonny
- Maurizio Terrazzano (VF : Benjamin Gasquet) : Johnny
- Dusan Dukic : Enzo

Doublage français 
- Société de doublage : Mediadub International

## Fiche technique
- Titre original : Nicky Deuce
- Titre français : Nicky Deuce
- Réalisation : Jonathan A. Rosenbaum
- Scénario : Art Edler Brown, Andy Callahan & Will Schifrin, sur une histoire de Charles Fleming & Steven R. Schirripa
- Société de distribution : Gaiam Vivendi Entertainment, Nickelodeon
- Pays d'origine :  États-Unis,  Canada
- Sortie : 
  -  États-Unis : 27 mai 2013
  -  France : ?